# Sudanesischer Dschihad von 1992
Der Dschihad von 1992 wurde auf Geheiß der sudanesischen Regierung von Geistlichen aus der Region Kordofan gegen die aufständischen Nuba ausgerufen.
Ab Mitte der 1980er Jahre hatte sich ein Teil der Nuba unter Yousif Kuwa dem Aufstand der SPLA im Südsudan gegen die Regierung angeschlossen. Die Regierung rüstete daraufhin lokale arabische Stämme für die Aufstandsbekämpfung auf. 1991 begann eine groß angelegte Militäroffensive, die auf die vollständige Umsiedlung der Nuba aus den Nubabergen abzielte und mit Massenvergewaltigungen, der Zerstörung von Dörfern und dem Verschwindenlassen von Menschen verbunden war. Die Ausrufung des Dschihad sollte diese Kampagne rechtfertigen und unterstützen.
Der Dschihad wurde nach mehreren Treffen von Regierungs- und Militärvertretern mit lokalen Stammesführern und Geistlichen im März und April 1992 in al-Ubayyid ausgerufen. Sechs Ulama verabschiedeten eine entsprechende Fatwa. Der Dschihad gegen die Nuba – die seit den 1980er Jahren mehrheitlich selbst Muslime waren – wurde damit begründet, dass muslimische Nuba, die sich den Rebellen anschlossen, der Apostasie schuldig seien. Mehrere Geistliche aus Kordofan hatten sich geweigert, sich an dieser Fatwa zu beteiligen.
Maßgeblich beteiligt waren der Gouverneur von Kordofan und dessen Kommissar für Süd-Kordofan. Staatspräsident Omar al-Baschir war bei der Abschlussveranstaltung anwesend und nahm den Titel des Imam al-Dschihad an. Hasan at-Turabi vermied es hingegen, sich öffentlich für diesen Dschihad auszusprechen, obschon er ihn ideologisch unterstützte.
Ab 1993 verlor die Militärkampagne gegen die Nuba an Intensität, und das Ziel der Umsiedlung aller Nuba wurde aufgegeben. Entscheidend hierfür war der starke Widerstand der SPLA-Rebellen. Innerhalb von Regierung und Armee gab es zudem Uneinigkeiten darüber, ob die Auslöschung der kulturellen Eigenständigkeit der Nuba oder lediglich der militärische Sieg über die SPLA angestrebt werden sollte, und schließlich setzte sich die Beschränkung auf den Kampf gegen die SPLA durch. Auch die Haltung der Bevölkerung in den Städten Nordkordofans, die von den staatlichen Sicherheitskräften daran gehindert wurde, umgesiedelten Nuba zu helfen, spielte eine gewisse Rolle. International wurden die schweren Menschenrechtsverletzungen an den Nuba 1995 bekannt. 2002 beendete das Bürgenstock-Abkommen den Krieg in den Nubabergen weitgehend.